# Ricarda Bianca Berger
Ricarda Bianca Berger, auch Ricarda Reif, (* 22. Mai 1986 in Wien) ist eine österreichische Politikerin der Freiheitlichen Partei Österreichs (FPÖ). Von  November 2015 bis Dezember 2017 war sie Abgeordnete zum Wiener Landtag und Mitglied des Wiener Gemeinderates. Vom 20. Dezember 2017 bis zum 22. Oktober 2019 war sie Abgeordnete zum Nationalrat, dem sie seit dem 24. Oktober 2024 erneut angehört.

## Leben
Ricarda Bianca Berger besuchte nach der Volks- und Hauptschule ab 2000 ein Oberstufenrealgymnasium mit Instrumentalunterricht. 2004 begann sie ein Fernstudium der Rechtswissenschaften an der Universität Linz. Von 2007 bis 2012 war sie Angestellte in einer Rechtsanwaltskanzlei, anschließend bis 2013 parlamentarische Mitarbeiterin.

## Politik
Von 2010 bis 2015 war sie als Bezirksrätin Mitglied der Bezirksvertretung in Wien-Favoriten, seit 2012 gehört sie der Landesparteileitung der FPÖ-Wien an. Am 24. November 2015 wurde sie in der 20. Wahlperiode als Abgeordnete zum Wiener Landtag und Gemeinderätin angelobt, wo sie Mitglied im Gemeinderatsausschuss für Kultur, Wissenschaft und Sport sowie im Gemeinderatsausschuss für Petitionen und BürgerInneninitiativen war.
Im Dezember 2017 folgte sie Hubert Fuchs als Abgeordnete zum Nationalrat nach, der Staatssekretär im Bundesministerium für Finanzen wurde. In der XXVI. Gesetzgebungsperiode ist sie Mitglied im Ausschuss für Familie und Jugend, im Ausschuss für Petitionen und Bürgerinitiativen, im Kulturausschuss sowie im ständigen Unterausschuss des Rechnungshofausschusses und FPÖ-Bereichssprecherin für Jugend. Im Landtag und Gemeinderat folgte ihr Michael Eischer nach.
Im Zuge der Ibiza-Affäre kehrte Hubert Fuchs auf das Mandat von Ricarda Berger in den Nationalrat zurück, Berger übernahm wiederum das Mandat von Johann Gudenus. Nach der Nationalratswahl 2019 schied sie aus dem Nationalrat aus. Für die Nationalratswahl 2024 wurde sie hinter Spitzenkandidat Harald Stefan auf Platz zwei im Landeswahlkreis Wien gereiht. In der konstituierenden Sitzung der XXVIII. Gesetzgebungsperiode am 24. Oktober 2024 wurde sie erneut als Abgeordnete zum Nationalrat angelobt.